# Зозуля-довгохвіст
Зозуля-довгохвіст (Cercococcyx) — рід зозулеподібних птахів родини зозулевих (Cuculidae). Представники цього роду мешкають в Африці на південь від Сахари.

## Види
Виділяють три види:
- Зозуля-довгохвіст темна (Cercococcyx mechowi)
- Зозуля-довгохвіст оливкова (Cercococcyx olivinus)
- Зозуля-довгохвіст гірська (Cercococcyx montanus)

## Етимологія
Наукова назва роду Cercococcyx походить від сполучення слів дав.-гр. κερκος — хвіст і κοκκυξ — зозуля.